# Saturn Award de la meilleure édition spéciale DVD
Le Saturn Award de la meilleure édition spéciale DVD (Saturn Award for Best DVD Special Edition Release) est une récompense télévisuelle décernée chaque année depuis 2002 par l'Académie des films de science-fiction, fantastique et horreur (Academy of Science Fiction Fantasy & Horror Films) pour récompenser la meilleure édition en DVD d'un film de science-fiction, fantastique ou d'horreur en édition spéciale.

## Palmarès
Note : L'année indiquée est celle de la cérémonie, récompensant les DVD sortis l'année précédente. Les lauréats sont indiqués en tête de chaque catégorie et en caractères gras. Les titres originaux sont précisés entre parenthèses, sauf s'ils correspondent au titre en français.

### Années 2000
- 2002 : Shrek
  - Final Fantasy : Les Créatures de l'esprit (Final Fantasy: The Spirits Within)
  - Le Grinch (How the Grinch Stole Christmas!)
  - Lara Croft : Tomb Raider (Lara Croft: Tomb Raider)
  - Moulin Rouge
  - La Planète des singes (Planet of the Apes)
- 2003 : Le Seigneur des anneaux : La Communauté de l'anneau (The Lord of the Rings: The Fellowship of the Ring)
  - A.I. Intelligence artificielle (Artificial Intelligence: A.I.)
  - Memento
  - Monstres et Cie (Monsters, Inc.)
  - Star Wars, épisode II : L'Attaque des clones (Star Wars, Episode II: Attack of the Clones)
  - Minority Report
- 2004 : Le Seigneur des anneaux : Les Deux Tours (The Lord of the Rings: The Two Towers)
  - La Chute du faucon noir (Black Hawk Down)
  - Le Monde de Nemo (Finding Nemo)
  - Harry Potter et la Chambre des secrets (Harry Potter and the Chamber of Secrets)
  - Identity
  - Pirates des Caraïbes : La Malédiction du Black Pearl (Pirates of the Caribbean: The Curse of the Black Pearl)
- 2005 : Le Seigneur des anneaux : Le Retour du roi (The Lord of the Rings: The Return of the King)
  - Les Chroniques de Riddick (The Chronicles of Riddick)
  - Hellboy
  - Le Roi Arthur (King Arthur)
  - Shrek 2
  - Spider-Man 2
- 2006 : Sin City
  - Donnie Darko
  - Eternal Sunshine of the Spotless Mind
  - Les Indestructibles (The Incredibles)
  - Les Désastreuses Aventures des orphelins Baudelaire (Lemony Snicket's A Series of Unfortunate Events)
  - Saw
- 2007 : Superman 2 (Superman II: The Richard Donner Cut)
  - Le Monde de Narnia : Le Lion, la Sorcière blanche et l'Armoire magique (The Chronicles of Narnia: The Lion, the Witch and the Wardrobe) (Extended Edition)
  - Destination finale 3 (Final Destination 3) (Thrill Ride Edition)
  - King Kong (Deluxe Extended Edition)
  - Old Boy (올드보이) (Ultimate Collector’s Edition)
  - Saw 2 (Unrated – Special Edition)
- 2008 : Blade Runner (5 Disc Ultimate Collector’s Edition)
  - Big (Extended Edition)
  - Rencontres du troisième type (Close Encounters of the Third Kind) (30th Anniversary)
  - Boulevard de la mort (Death Proof) (Grindhouse Presentation: Extended & Unrated)
  - Le Labyrinthe de Pan (El Laberinto del fauno) (Platinum Series)
  - Troie (Troy) (Director’s Cut - Ultimate Collector’s Edition)
- 2009 : The Mist (Stephen King's The Mist) (Two-Disc Collector's Edition)
  - Le Pacte des loups (Director's Cut)
  - The Dark Knight : Le Chevalier noir (The Dark Knight) (Two-Disc Special Edition)
  - Dark City (The Director's Cut)
  - L.A. Confidential (Two-Disc Special Edition)
  - Zodiac (The Director's Cut)

### Années 2010
- 2010 : Watchmen : Les Gardiens (Watchmen) (The Ultimate Cut)
  - District 9 (Two-Disc Edition)
  - X-Men Origins: Wolverine (Two Disc Special Edition)
  - 300 (Complete Experience)
  - Blanche-Neige et les Sept Nains (Snow White and the Seven Dwarfs)
  - Terminator 2 : Le Jugement dernier (Terminator 2: Judgment Day) (Skynet Edition)
- 2011 : Avatar (Extended Collector’s Edition)
  - Monsters (Special Edition)
  - Les Trois Royaumes (赤壁, Chi bi) (International Version)
  - Robin des Bois (Robin Hood) (Unrated Director’s Cut)
  - Salt (Deluxe Unrated Edition)
  - Wolfman (The Wolfman) (Unrated Director’s Cut)
- 2016 : X-Men: Days of Future Past